# CV-Zeitung

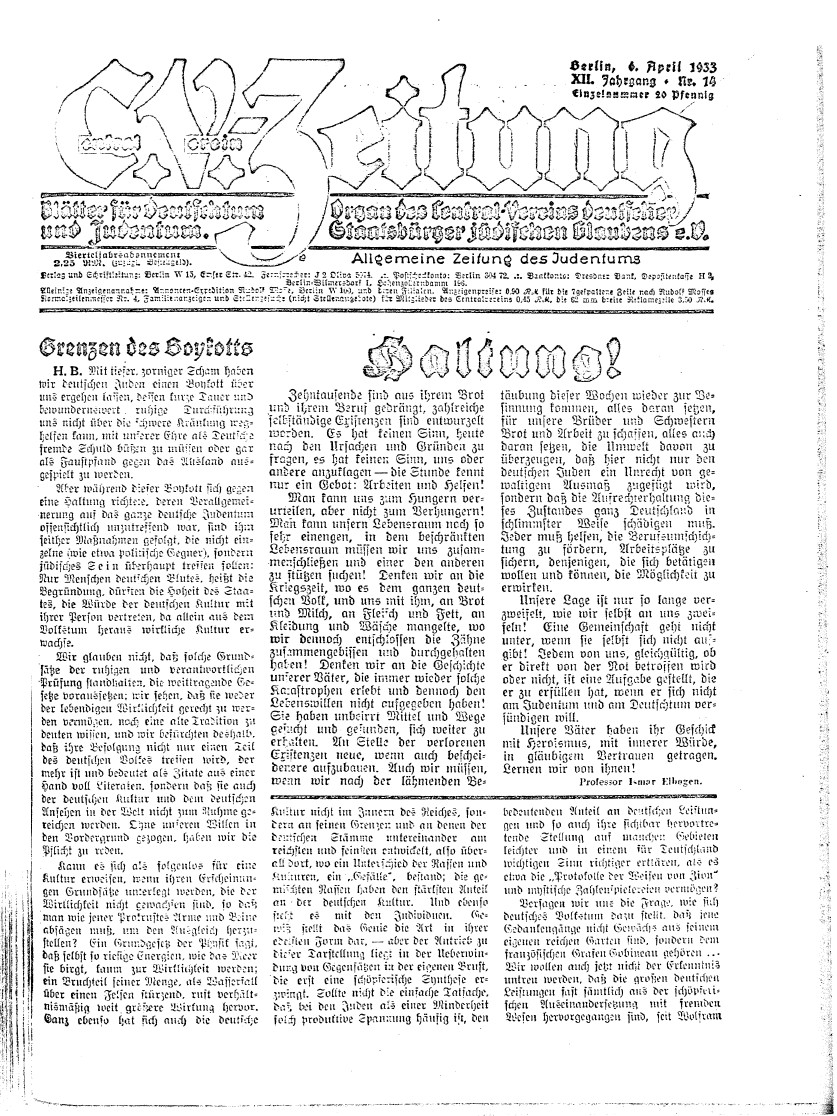
CVZ-Ausgabe nach dem Boykott gegen jüdische Geschäfte, April 1933

Die CV-Zeitung (auch C.V.-Zeitung, CentralVereins-Zeitung, CVZ), mit vollem Titel C.V.-Zeitung. Blätter für Deutschtum und Judentum. Organ des Central-Vereins deutscher Staatsbürger jüdischen Glaubens e. V. Allgemeine Zeitung des Judentums, war eine jüdische Wochenzeitung, die zwischen 1922 und 1938 in Deutschland erschien. Die CVZ war das Vereinsorgan der deutschjüdischen Organisation Centralverein deutscher Staatsbürger jüdischen Glaubens (auch: Central-Verein, Central Verein, CV, C.V., C.-V.). Wie der CV galt die CVZ als Stimme des assimilierten, liberal-konservativen deutschen Judentums. Die CVZ war mit zwischen ca. 40.000 bis 60.000 Exemplaren das auflagenstärkste politische Wochenblatt in der deutschen Judenheit.

## Geschichte
Die CV-Zeitung ging unmittelbar aus der 1893 gegründeten Monatszeitschrift Im deutschen Reich (IdR) hervor, dem ersten Vereinsorgan des CV. Die wöchentlich erscheinende CVZ sollte dem breiten Informationsbedürfnis der Mitglieder besser gerecht werden und es dem Verein darüber hinaus erlauben, zu aktuellen Neuigkeiten schnell Stellung zu beziehen. Die erste Ausgabe der CVZ erschien am 4. Mai 1922 als Nachfolgerin der Allgemeinen Zeitung des Judentums.
Wie die meisten anderen jüdischen Zeitungen konnte die CVZ ihre Publikationen während der ersten Jahre nach der Machtübergabe an Hitler am 30. Januar 1933 noch fortsetzen, wenn auch unter zunehmenden Einschränkungen und steigendem Druck von außen. Am 3. November 1938, kurz vor den Novemberpogromen, erschien die letzte Ausgabe der CVZ. Danach wurde sie, zusammen mit allen anderen verbleibenden jüdischen Presseerzeugnissen, verboten.
Unter der jüdischen Bevölkerung erfreute sich die CVZ großer Beliebtheit. Sie war das politische Wochenblatt mit der höchsten Auflage innerhalb der deutschjüdischen Presse. Über die genaue Auflagenhöhe und ihre Entwicklung liegen allerdings keine exakten Zahlen vor. 1933 betrug sie schätzungsweise 55.000 Stück und stagnierte ab dem Jahr 1935 bis zu ihrem Verbot 1938 bei ca. 40.000 Exemplaren.

## Politisch-weltanschauliche Verortung
Als Vereinsorgan des CV war die CV-Zeitung im bürgerlich, liberal-konservativen Lager des deutschen Judentums angesiedelt. Vor dem Hintergrund des Bekenntnisses zur deutschen Nation und dem Ziel Deutschtum und Judentum zu vereinen, zielte die CVZ darauf ab, den Kampf gegen den Antisemitismus und für die Gleichberechtigung der Juden in Deutschland auf publizistischer Ebene zu betreiben. Der Titel ihres Vorgängers Im deutschen Reich war dabei programmatisch für die weltanschauliche Haltung des Vereinsorgans und ihres festen Bestrebens nach Assimilation und Integration der Juden in Deutschland.
Die CVZ bot eine weltanschauliche Alternative zu anderen Presseerzeugnissen jüdisch-politischer Organisationen, wie der zionistischen Jüdischen Rundschau, dem Organ der Zionistischen Vereinigung für Deutschland (ZVfD) oder den weiter rechts stehenden Zeitungen, wie dem Schild des Reichsbundes jüdischer Frontsoldaten (RjF) oder dem Blatt Der Nationaldeutsche Jude des Naumannschen Verbands nationaldeutscher Juden (VnJ, VndJ).
Die politischen Fragen der Zeit wurden von der CVZ bevorzugt von einem deutschen Standpunkt aus erörtert. Eine spezifisch jüdische Politik wurde abgelehnt, da man nicht den Eindruck der Abspaltung erwecken wollte. Insbesondere gegen Ende der 1920er Jahre und mit der Machtergreifung Hitlers meldeten sich aus der jüngeren CV-Generation zunehmend Stimmen zu Wort, die sich kritisch gegenüber dieser weltanschaulichen Priorität des Deutschtums in der CVZ äußerten und eine stärkere Gewichtung jüdischer Inhalte forderten. Nach Meinung ihrer Kritiker ging die breite inhaltliche Ausgestaltung ihrer Rolle als publizistische Agitatorin gegen den Antisemitismus und die vornehmlich nach außen zielende Darstellung des deutschen Judentums als eines integralen Bestandteils des deutschen Volkes auf Kosten ihrer innerjüdischen Funktion als Vermittlerin jüdischer Lebens- und Bildungsinhalte sowie der „Erhaltung und Belebung des verblassenden jüdischen Identitätsbewusstseins“. Dieser Kritik versuchte die CVZ insbesondere nach dem Machtantritt Hitlers Rechnung zu tragen. Während der 30er Jahre und unter dem steigenden Druck der innenpolitischen Situation und nationalsozialistischen Verfolgung wurden gerade in der Frage der Hachschara immer stärkere ideologische Zugeständnisse an die Zionisten gemacht.

## Bedeutung
Unter dem Aspekt des Antisemitismus widmete sich die CV-Zeitung ausführlich dem politischen Tagesgeschehen, informierte und analysierte die Agitation der antidemokratischen und judenfeindlichen Parteien und Politiker. Der damalige CV-Vorsitzende Julius Brodnitz schrieb anlässlich der ersten Ausgabe der CVZ im Leitartikel: „Im Tageskampf dürfen wir […] nicht nach-hinken, wir müssen ein Organ besitzen, welches die dauernde Führung in allen Fragen unserer Arbeit  […] mit der gesamten Mitgliedschaft, mit dem gesamten deutschen Judentum und – mit unsern Gegnern sichert.“ Die CVZ zählte zu den Zeitungen, die sehr früh die Bedeutung der nationalsozialistischen Bewegung erkannt und regelmäßig vor den Gefahren der NSDAP gewarnt hatten.
Im Rahmen ihrer Abwehr- und Aufklärungsarbeit richtete sich die CVZ einerseits an die Mitglieder des CV, andererseits aber auch an eine breitere jüdische und nichtjüdische Leserschaft. Exemplare der CVZ wurden wöchentlich kostenlos an zentrale Regierungsorgane, Parteipolitiker, hohe Geistliche und andere Meinungsbildner der deutschen Gesellschaft versandt. Ab Juli 1925 wurde zusätzlich eine Monatsschrift der CVZ publiziert, die eine Zusammenfassung der wichtigsten Ereignisse und Stellungnahmen abdruckte und ausschließlich der Information von deutschen Behörden und Persönlichkeiten diente. Nach dem Machtantritt Hitlers musste die Monatsausgabe allerdings wieder eingestellt werden. Sowohl das Wochenblatt als auch die Monatsausgabe stießen insgesamt nur auf ein geringes Interesse in nichtjüdischen Kreisen.
Insbesondere nach der Machtergreifung Hitlers bis zu ihrem Verbot 1938 kam der CVZ auch eine wichtige seelsorgerische Funktion zu: Einerseits als zentrale Informationsquelle über die politischen Entwicklungen im In- und Ausland, andererseits als moralische Stütze für die Verfolgten und Ausgeschlossenen.